# Schmalzhoftempel

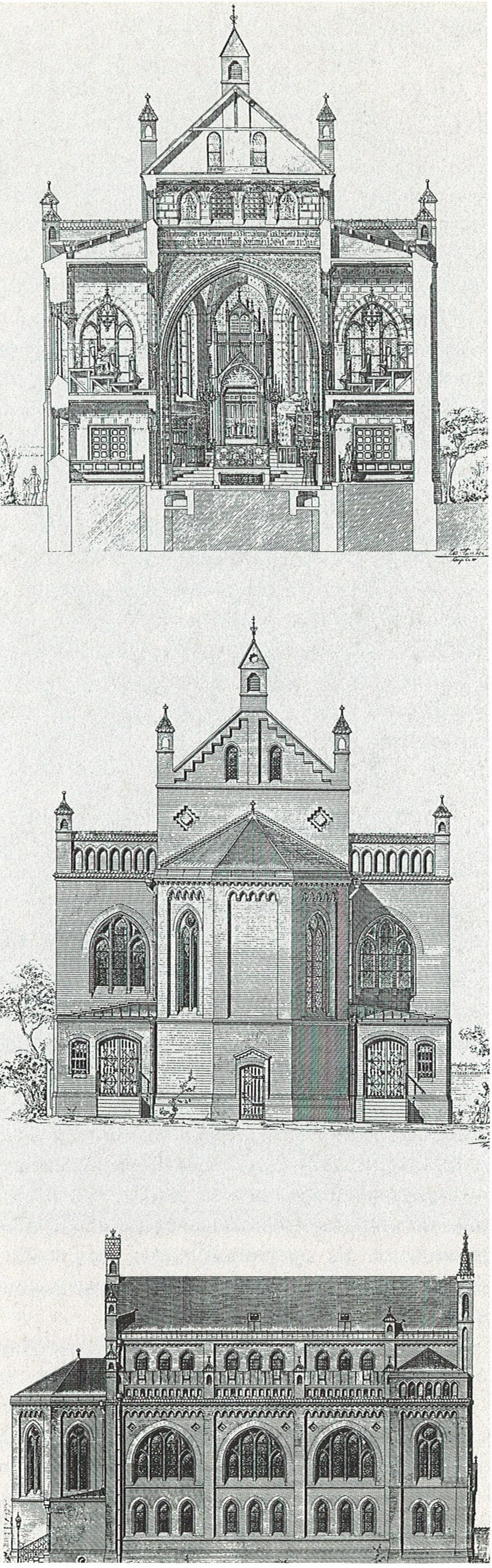
Synagoge Schmalzhofgasse nach Plänen des Architekten Fleischers

Inneres der Synagoge VI., Schmalzhofgasse

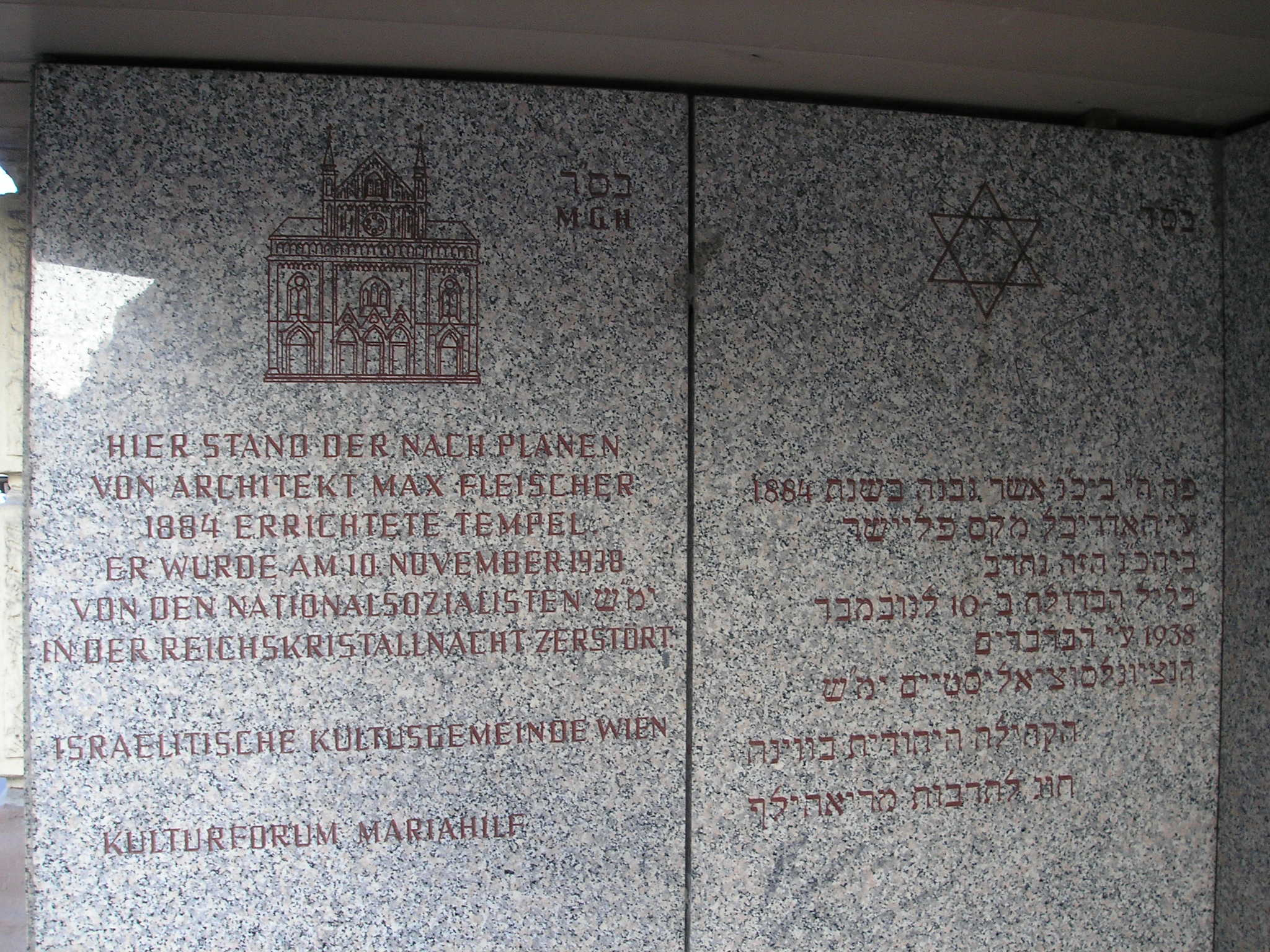
Die von 1984 bis 2010 in der Schmalzhofgasse 3 angebrachte Gedenktafel

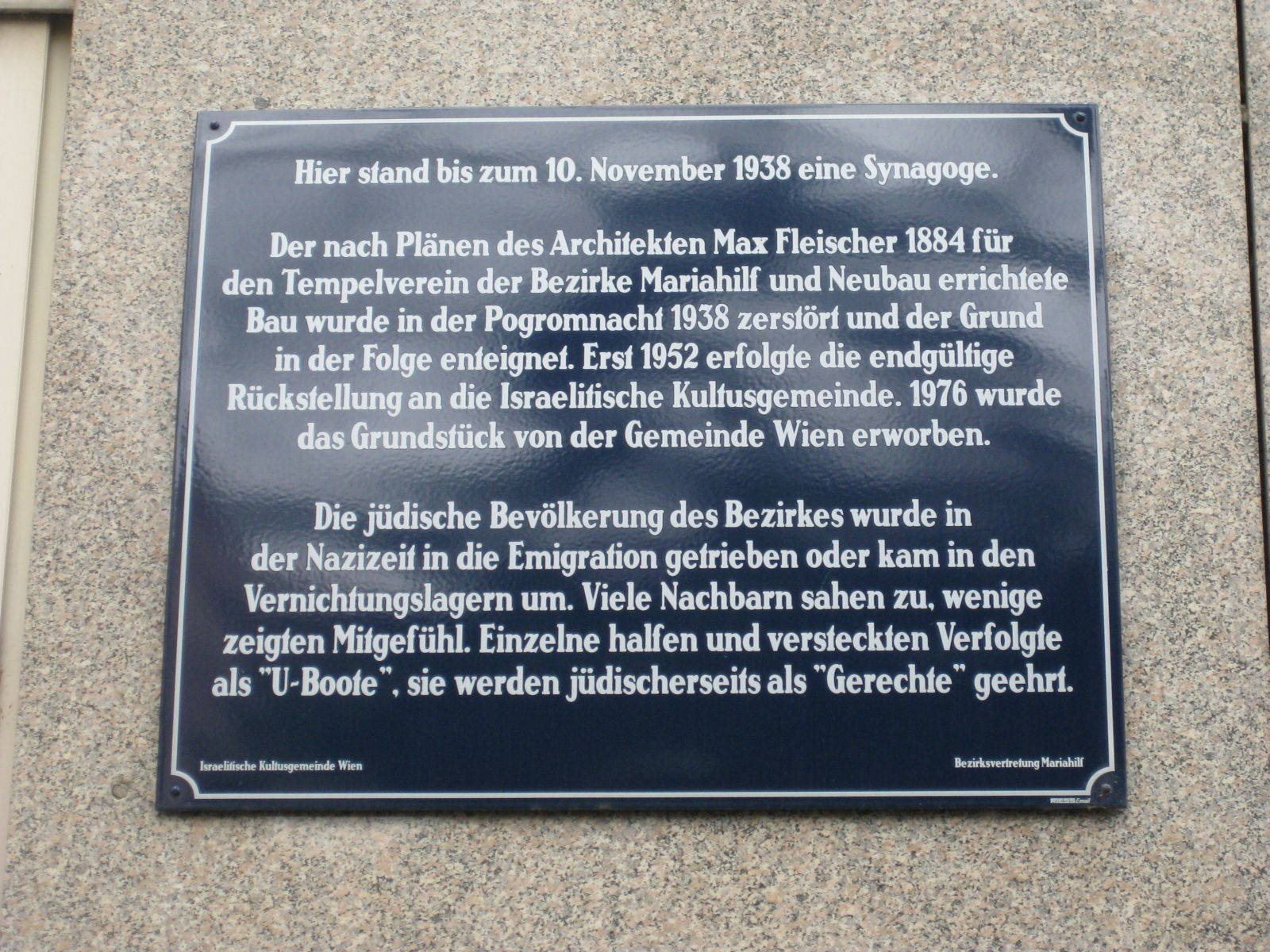
Seit 2010 befindet sich diese Gedenktafel am Loquaiplatz 5–6

Der Schmalzhoftempel, auch bekannt als Synagoge Schmalzhofgasse, war eine Vereinssynagoge im 6. Wiener Gemeindebezirk Mariahilf (Schmalzhofgasse 3). Die Synagoge wurde 1883/84 nach Plänen von Max Fleischer im neogotischen Stil errichtet und wurde während der Novemberpogrome 1938 vernichtet.

## Geschichte
Die Synagoge Schmalzhofgasse war eine Vereinssynagoge des „Tempelverein für die Bezirke Mariahilf und Neubau“. Sie wurde in den Jahren 1883 bis 1884 erbaut. Die Synagoge war die erste von drei Synagogen, die in Wien nach Plänen von Max Fleischer errichtet wurde. Fleischer sah seinen Synagogenbau in der Tradition der christlichen Kirchen, die eine Monumentalität im Innen- und Außenleben auszeichnen sollte. Die Gotik und den Ziegelrohbau wählte Fleischer, da ihm nur bescheidene Mittel zur Verfügung standen und er so Bildhauerarbeiten vermeiden konnte. Im ideologischen Sinne strebte Fleischer eine Umgestaltung des Ritus in protestantische Richtung an. So wurde der Toraschrein und das Vorbeterpult (Bima) zusammengelegt und eine Orgelbühne sowie eine Kanzel eingebaut.
1938 wurde die Synagoge während der Novemberpogrome in Brand gesteckt und völlig zerstört.

## Gebäude
Die Synagoge im neogotischen Stil wurde im großen Hof des ehemaligen Schmalzhofes errichtet und war auf drei Seiten freistehend. Nur die Nordseite grenzte an ein Nachbargebäude. Die Synagoge war im Rohziegelbau ausgeführt worden und wirkte durch mehrere Türmchen, Dächer in unterschiedlicher Höhe, Fensterreihen sowie eine schön proportionierte Apsis an der Ostseite stark aufgegliedert. Die Fenster waren in einer bunten Bleiverglasung gehalten. Das Innere der Synagogen war durch drei Schiffe unterteilt, wobei in den Seitenschiffen je eine Empore für die 236 Sitzplätze der Frauen angebracht waren. Vom breiten Mittelschiff mit den 322 Männersitzen waren die Seitenschiffe durch Säulen in verschiedener Höhe verbunden, die man mit spitz zulaufenden Gurten verband. Die Dekoration des Innenraums war durch Bemalungen mit Ölfarben ausgeführt worden.
1981–1984 wurde auf dem Grundstück der ehemaligen Synagoge nach Plänen der Architekten Erwin Christoph, Harry Glück & Partner ein Pensionistenwohnheim der Stadt Wien errichtet und an der Rückseite dieses Neubaus in der Schmalzhofgasse 3 eine Gedenktafel angebracht, mit einer Inschrift in deutscher und hebräischer Sprache. Diese Tafel befand sich dort bis 2010, wurde in der Folge abgenommen und durch eine neue Tafel an der Vorderseite des Baus ersetzt.
Die Inschrift lautete:
| Hier stand der nach Plänen von Architekt Max Fleischer 1884 errichtete Tempel. Er wurde am 10. November 1938 von den Nationalsozialisten [ימש] 1 in der Reichskristallnacht zerstört. Israelitische Kultusgemeinde Wien Kulturforum Mariahilf 1 Ihr Name werde ausgelöscht | פה הי ביכ״נ אשר נבנה בשנת 1884 ע״י האדריכל מקס פליישר ביהכ״נ הזה נחרב בליל הבדולח ב-10 לנובמבר 1938 ע״י הברברים הנציונלסוציאליסטים ימ״ש הקהילה היהודית בווינה חוג לתרבות מריאהילף |

Da die Tafel in der Schmalzhofgasse 3, die auf Straßenniveau in einer Nische unterhalb eines Erkervorsprungs des Neubaus angebracht war, öfter Ziel von Verunstaltungen und Beschmierungen gewesen war, wurde 2010 als Ersatz dafür an der Vorderseite des Neubaus am Loquaiplatz 5–6 eine zweite Gedenktafel mit neuem Text enthüllt.
Die Inschrift der neuen Gedenktafel lautet:
| Hier stand bis zum 10. November 1938 eine Synagoge. Der nach Plänen des Architekten Max Fleischer 1884 für den Tempelverein der Bezirke Mariahilf und Neubau errichtete Bau wurde in der Pogromnacht 1938 zerstört und der Grund in der Folge enteignet. Erst 1952 erfolgte die endgültige Rückstellung an die Israelitische Kultusgemeinde. 1976 wurde das Grundstück von der Gemeinde Wien erworben. Die jüdische Bevölkerung des Bezirkes wurde in der Nazizeit in die Emigration getrieben oder kam in den Vernichtungslagern um. Viele Nachbarn sahen zu, wenige zeigten Mitgefühl. Einzelne halfen und versteckten Verfolgte als "U-Boote", sie werden jüdischerseits als "Gerechte" geehrt. Israelitische Kultusgemeinde Wien Bezirksvertretung Mariahilf |